# ビコル地方

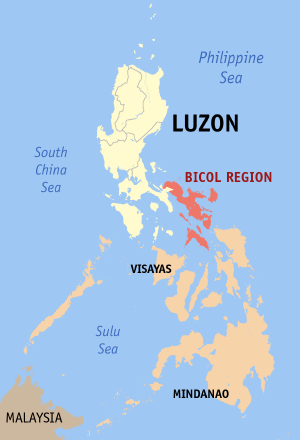

ビコル地方（ビコルちほう、Bicol Region, Region V）は、北部フィリピンのルソン島南部のビコル半島とその周囲の島々から成る地方。中心都市はナガ（南カマリネス州）とレガスピ（アルバイ州）。

## 地理
東にフィリピン海、西にシブヤン海、マスバテ島の南はビサヤン海に面している。マヨン山という富士山を鋭くしたような火山がそびえ立ち、威容をほこっている。

## 行政区分

### 州
- ビコル半島（ルソン島）
  - 北カマリネス州（カマリネス・ノルテ州）
  - 南カマリネス州（カマリネス・スル州）（カラモアン半島）
  - アルバイ州
  - ソルソゴン州
- カタンドゥアネス島
  - カタンドゥアネス州
- マスバテ島
  - マスバテ州

## 産業
ナガとレガスピは、商業・金融・交通の要衝である。

## 交通

### フェリー
- マトノグ（英語版）（ソルソゴン州） - アレン（英語版）（北サマル州）間